# Luis Bulffi de Quintana
Avelino Luis Bulffi de Quintana (1867-191?) fue un médico y escritor anarquista español. Fue, en 1903, uno de los impulsores del Ateneo Enciclopédico Popular de Barcelona, editó la revista Salud y Fuerza y publicó el libro Huelga de vientres que logró gran éxito y numerosas ediciones. Fue detenido y estuvo en prisión más de seis meses por propaganda neomalthusiana.

## Datos biográficos, académicos y literarios
Nacido en Bilbao en 1867. Se desconoce el año exacto de su muerte.

### Liga neomalthusiana - Liga Universal de la Regeneración humana
Desde 1903 mantiene contactos con la Federación de la Liga Universal de la Regeneración Humana, organización de intelectuales francesa fundada en 1900, impulsando la constitución de una Sección Española en la misma, de la que ocuparía la secretaría.
Será por tanto miembro fundador de la Liga neomalthusiana o Sección española de la Liga Universal de la Regeneración Humana -eco de la Federación de la Liga Universal de la Regeneración Humana En el encuentro fundacional, en el domicilio de Ferrer y Guardia, estuvieron Paul Robin, Luis Bulffi, Emma Goldman, Rutgers y Sebastián Faure entre otros.

### Fundación del Ateneo Enciclopédico Popular de Barcelona
En el mismo año 1903, junto a otras personalidades activistas, como el abogado Francesc Layret (conocido por su defensa a anarcosindicalistas de la época) funda del Ateneo Enciclopédico Popular de Barcelona, del que será su primer presidente, relacionándose activamente con diversos partidarios de la pedagogía racionalista como Salvador Seguí.
Fue detenido y estuvo en prisión más de seis meses y en libertad provisional más de un año por propaganda neomalthusiana.

## Obra editorial y literaria

### 1904 - Revista Salud y fuerza
A partir de 1904 edita la revista neomalthusiana Salud y Fuerza (que lleva por lema Procreación consciente y limitada. Revista mensual ilustrada de la Liga de Regeneración Humana), desde la que publicará abundante material.

### 1906 - Huelga de vientres
En 1906 escribe su ensayo más conocido, Huelga de vientres, que alcanzará la sexta edición en 1909.

### Traducciones
En la editorial Biblioteca editorial salud y fuerza se publicaron numerosas ediciones del panfleto de 9 páginas Crimen y criminales, conferencia dada a los prisioneros de la cárcel de Chicago en octubre de 1903.
Traducirá al español La mujer esclava de Henri Gauche, en 1907 y La mujer pública de Paul Robin, en 1908. Algunos de sus trabajos serán denunciados ante la justicia, si bien siempre conseguirá eludir la censura.
En el artículo dedicado al Malthusianismo en la Enciclopedia Espasa, edición de 1916, se concede cierta importancia al papel de Bulffi como difusor de las ideas demográficas en España.